# Myrcia ambivalens
Myrcia ambivalens är en myrtenväxtart som beskrevs av Mcvaugh. Myrcia ambivalens ingår i släktet Myrcia och familjen myrtenväxter. Inga underarter finns listade i Catalogue of Life.